# 苏俄对华宣言
苏维埃政权建立后多次对中国政府和中国人民发表宣言，或总称为“苏俄三次对华宣言”。《苏俄第一次对华宣言》指俄罗斯社会主义联邦苏维埃共和国政府代理外交人民委员加拉罕1919年7月25日签署的《俄國政府致中國南北政府各界書》（又名「加拉罕第一次對華宣言」、俄罗斯社会主义联邦苏维埃共和国政府对中国人民和中国南北政府的宣言），《苏俄第二次对华宣言》指加拉罕1920年9月27日签署的《俄罗斯社会主义联邦苏维埃共和国政府对中华民国政府的宣言》（又译《俄罗斯社会主义联邦苏维埃共和国政府对中国政府的宣言》），第三次宣言指加拉罕1923年9月2日在中国发表的《苏联驻华代表加拉罕对报界的声明》。三个宣言的核心是废除不平等条约，缔结友好关系。

## 影响
北洋政府接到第一次对华宣言后决定暂不答复。1920年3月底4月初，苏俄进至远东，其第一次对华宣言随之传入中国，得到中国人热烈响应与欢迎。苏俄在中国的地位迅速上升。

## 争议
《苏俄第一次对华宣言》送达中国政府一年后，苏俄政府提出，中国政府收到的文本不是正式文本。两个文本的分歧主要是有无“无偿归还中东铁路”字样，该问题争论多年。李春隆、艾虹认为，中国政府收到的即为正式文本，含有“无偿归还中东铁路”内容，苏俄政府依据的则是修改版本。

## 后续
隨著蘇俄（蘇聯）國際環境的改善與政權的逐步鞏固，它便拋棄了曾得到中國人歡迎的對華宣言中的一些原則與承諾，力圖繼承沙皇俄國的一些主要侵華成果，損害中國的領土主權。蘇聯領導人明顯地暴露出民族利己主義，這是以後中蘇之間發生一系列衝突的一個主要根源。1922年8月31日，俄共（布）中央政治局會議決議向正同北京政府進行談判的蘇俄駐華代表越飛發出指示說：「中央認為，在同中國談判時，從1919到1920年的總宣言（即指蘇俄兩次對華宣言）中得出直接指示是不能允許的，當時中國對宣言並未作出相應的反應。」

## 原始文献
- 维基文库中的相關文獻：俄國政府致中國南北政府各界書
- 维基文库中的相關文獻：俄罗斯苏维埃联邦社会主义共和国政府对中国人民和中国南北政府的宣言
- 维基文库中的相關文獻：俄罗斯苏维埃联邦社会主义共和国政府对中华民国政府的宣言
- 维基文库中的相關文獻：苏联驻华代表加拉罕对报界的声明